# ハツシモ
ハツシモは、日本の米の一種。主に岐阜県美濃地方の岐阜地区・西濃地区で作られる。1950 年（昭和 25 年）以来、岐阜県の奨励品種で、岐阜県内では作付面積が一番多い品種だが、県外ではほとんど栽培されていないことから「幻の米」とも呼ばれることもあり、岐阜を代表する品種である。

## 特徴

### 来歴
1935 年（昭和 10 年）、農林省農事試験場鴻巣試験地で東山 24 号と近畿 15 号を交配し、1938 年（昭和 13 年）から1946年（昭和 21 年）の 9 年間、岐阜県農事試験場で系統育成された。1943 年（昭和 18 年）に「東山 50 号」の系統名となり、1950 年（昭和 25 年）に品種登録され、岐阜県奨励品種となった。

### 栽培特性
田植え適期は 6 月上旬頃、刈取り適期は 10 月上旬頃。いもち病に弱く、長稈で倒伏しやすい性質がある。栽培する土壌・風土の好みが激しく、比較的粘土質で地力のある海抜の低い地帯が好まれる。岐阜県の主に、木曽川・長良川・揖斐川下流域の平野部で栽培されている。

### 品種改良で生まれた「ハツシモ岐阜SL」
ハツシモには縞葉枯病に弱い特性があったが、減農薬栽培の推進にあたって農薬によるヒメトビウンカの防除は不利な点となっていたことから、ハツシモ自体を縞葉枯病に強い稲にするため、1996 年（平成 8 年）に岐阜県農業技術センターで縞葉枯抵抗性系統（岐系 164 号）と従来のハツシモを交配し、1997 年（平成 9 年）から 2002 年（平成 14 年）まで従来のハツシモを掛け合わせ（戻し交雑）した結果、「ハツシモ岐阜 SL」が開発された。その後 2009 年に岐阜県奨励品種となり、2010 年から従来のハツシモから切り替えられ，2011 年に品種登録された。

### 大きさ・見栄え
コシヒカリやササニシキ等に比べるとやや粒が大きく、全国でも 1、2 を争うほど。
炊飯米の見栄えが大変すばらしい。色は、白米にしても少し飴色がかっており、光沢がある。

### 味・食感
梅雨の時期を過ぎても食味の低下が極めて少なく、年中風味が安定しており、しっかりとした歯ごたえがある。味はあっさりしており、あまり粘らない。吸水が少なく、型くずれしにくい。冷めてもおいしい。

### 名前の由来
日本の米の中では収穫時期がかなり遅い方で、11 月中旬の初霜が降りる頃までじっくりと栽培されたことが、「ハツシモ」の語源だといわれている。

### 適した料理
白飯・すし飯・丼物・カレーライス・オムライス。

## 知名度
関東地域ではあまり知られていないが、東海地域や関西地域などでは粘り気があまりないこと、また、コメの粒が比較的大きく酢にコメの本来の味が負けないことから寿司米としてよく使われており、知名度が高い。